# هلن کلر در داستان خودش
هلن کلر در داستان خودش (انگلیسی: Helen Keller in Her Story) فیلم مستند به کارگردانی نانسی همیلتون است که در سال ۱۹۵۴ منتشر شد. از بازیگران آن می‌توان به هلن کلر اشاره کرد.